# Desa Sendangrejo (administrativ by i Indonesien, Jawa Timur, lat -7,27, long 111,71)
Desa Sendangrejo är en administrativ by i Indonesien.   Den ligger i provinsen Jawa Timur, i den västra delen av landet, 500 km öster om huvudstaden Jakarta.